# 신정무문 디 오리지널
신정무문 디 오리지널(新精武門, New Fist Of Fury)은 홍콩에서 제작된 나유 감독의 1976년 액션, 드라마 영화이다. 성룡 등이 주연으로 출연하였고 Hsu Li Hwa 등이 제작에 참여하였다.

## 출연

### 주연
- 성룡
- 묘가수
- 진성